# Groot schildmos
Groot schildmos (Parmotrema perlatum) is een korstmossoort uit de familie Parmeliaceae.

## Determinatie
Groot schildmos is een groot bladvormig korstmos dat een diameter van 20 cm kan bereiken. Het thallus is grijs van kleur en heeft lobben die in het midden opstijgen en daar aan de rand soredieus zijn. Soralen zijn altijd aanwezig. De bovenzijde van het thallus is in droge toestand parelgrijs en bij vochtige omstandigheden groenig. De lobben zijn 4–15 mm breed en hebben aan de uiteinden zwarte randstandige rhizinen (ciliën = trilhaartjes). De onderkant is zwart met bruine randen. Het heeft geen isidiën, pseudocyphellen. Apotheciën zijn in Nederland afwezig.
Het heeft de volgende kenmerkende kleurreacties: 
- cortex (schorslaag): K+ (geel), C−, KC−, P−
- medulla (merglaag): K+ (geel wordt oranje), C−, KC−, P+ (oranje)

De ascosporen zijn ellipsoïde tot breed ellipsoïde en hebben de afmeting 22–30 × 13–18 µm.
Het lijkt op:
- Hypotrachyna-soorten, die geen randstandige rhizinen hebben en in het midden van de lobben soredieus zijn.
- netschildmos (Parmotrema reticulatum), veel zeldzamer, met wit netvormige patroon op het oppervlak)
- gewimperd schildmos (Parmotrema pseudoreticulatum), met glad oppervlak en K+ rood.

## Ecologie
Groot schildmos groeit hoofdzakelijk epifytisch op solitaire bomen, laanbomen of bomen in open bossen. Het prefereert schors met een hogere pH. De soort is zeer gevoelig voor zwavel, waardoor de soort vrijwel verdwenen was tijdens de industrialisatie van grote delen van Europa. Soms komt de soort ook epilitisch voor.

## Verspreiding
Groot schildmos is wijdverbreid in gematigde streken van het noordelijk en zuidelijk halfrond. Het komt voor op alle continenten behalve Antarctica. In Nederland is het een vrij algemene soort. Het is niet bedreigd en staat niet op de Nederlandse Rode Lijst.

## Toepassing
Groot schildmos wordt in sommige delen van India als specerij gebruikt, vooral in Tamil Nadu, onder namen als kalpasi, kalpashi of black stone flower. Van extracten verkregen uit het korstmos wordt gezegd dat ze een sterk antibacteriële, ontschimmelende, antioxiderende en kankerremmende werking hebben.